# Schrikreflex
De schrikreflex (startle reflex of schrikreactie) is een natuurlijke reactie op onverwachte en intense stimuli, zoals een hard geluid. Hij komt tot uiting in spierreacties zoals contractie van de nekspieren, opspringen en knipperen van de oogleden. In  experimenteel onderzoek naar aangeleerde angstigheid of vrees wordt veel gebruikgemaakt van de schrikreactie. Zij vormt een belangrijk element van diermodellen van aangeleerde angstigheid.

## Versterkte schrikreactie

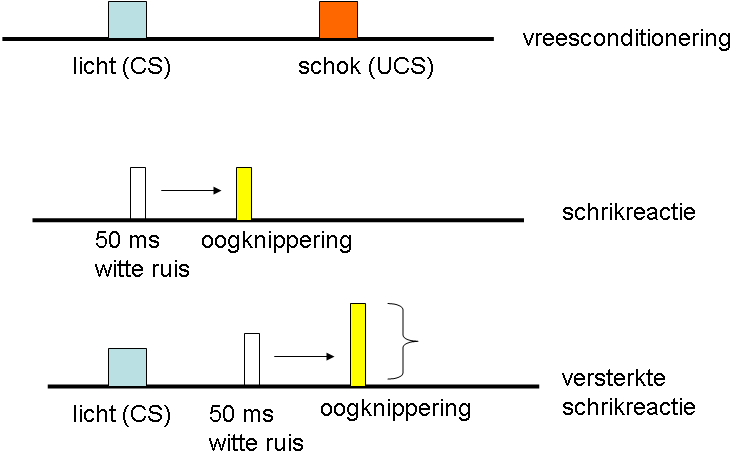
Schematische afbeelding van 3 fasen bij het teweegbrengen van de versterkte schrikreactie. Uitgegaan is van een oogknipreactie op een witte ruis stimulus

De schrikreactie neemt in amplitude toe als  bij mensen of dieren eerst vrees wordt opgewekt. Dit laatste wordt ook wel versterkte schrikreactie genoemd. Een voorwaardelijke vreesreactie kan bij proefdieren worden opgewekt door bijvoorbeeld een lichtprikkel (CS, Engels: conditional stimulus= voorwaardelijke prikkel) door een aversieve prikkel zoals een elektrische schok (UCS, Engels: unconditional stimulus=onvoorwaardelijke prikkel) te laten volgen. Als nu de luide toon die de schrikreactie oproept (een rat maakt dan een klein luchtsprongetje) tegelijk met (of kort na) de lichtprikkel wordt aangeboden, zal de schrikreactie op de toon aanzienlijk toenemen (de rat maakt een nog hoger sprongetje). Bij mensen wordt de schrikreactie vaak gemeten aan de hand van de oogknippering op een korte luide toon (50 ms witte ruis van ongeveer 95 decibel). Onderzoek met mensen heeft verder aangetoond dat de versterkte schrikreactie ook optreedt na het zien van films of dia's met onaangename of angstopwekkende scènes. Ook bij bepaalde angststoornissen, zoals de posttraumatische stressstoornis blijkt de schrikreactie versterkt.

## Verzwakking van de schrikreactie
Modulatie van de schrikreactie kan ook tot uiting komen in een kleiner worden van de schrikreactie.
Dit blijkt onder andere in een afname van de amplitude van oogknipreflex bij mensen na het zien van dia's die als aangenaam of prettig worden beoordeeld (in vergelijking met neutrale dia's). De schrikreactie kan ook worden afgezwakt door een zwakke neutrale prikkel die kort voor de prikkel die de schrikreactie oproept, wordt aangeboden. Dit fenomeen staat men bekend onder de naam Prepulsinhibitie (PPI).  

## Neuraal circuit

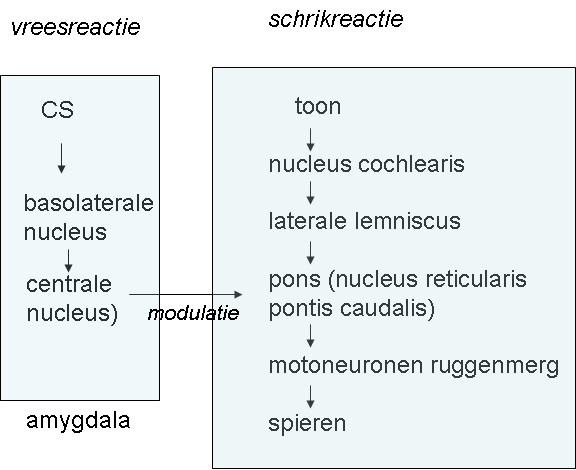
Neuraal circuit van de versterkte schrikreactie. Links: effect vreesreactie (CS= voorwaardelijke prikkel) op amygdala. Rechts: schrikreactie na harde toon

De Amerikaan Davis heeft het neurale circuit van de schrikreactie goed in kaart gebracht. Deze vindt plaats als kerngebieden in de pons, de zogeheten nucleus reticularis pontis caudalis, via perifeer auditieve kernen (nucleus cochlearis) en de afferente auditieve zenuwbanen (lemniscus lateralis) input ontvangen. De pons reageert op deze input door contractie van de spieren, via de motorische neuronen in het ruggenmerg. De versterkte schrikreactie treedt op als eerst in de amygdala een vreesreactie is opgeroepen. De centrale nucleus van de amygdala (nucleus centralis amygdalae) heeft outputverbindingen met de pons die, nadat vrees is opgewekt, de neuronen in de pons pre-activeren (of: hun activiteit moduleren). Het is nog onduidelijk of hetzelfde circuit betrokken is bij de verzwakking van de schrikreactie na aangename stimuli.